# Jaded Stillwater Artisanal
Jaded Stillwater Artisanal is een Belgisch bier van hoge gisting.
Het bier wordt gebrouwen door De Struise Brouwers, Oostvleteren bij Brouwerij Deca te Woesten. Het is een kastanjebruin bier met een alcoholpercentage van 10%. Dit bier is een samenwerking tussen De Struise Brouwers en Brian Strumke, brouwer bij Stillwater Brewing Company in de VS.